# 约翰·巴里奥
约翰·巴里奥（John de Balliol）（约1249年—1314年11月25日），也称苏格兰的约翰（John of Scotland），在13世纪末苏格兰王国极度动荡时期曾短暂任国王。

## 出身
巴里奥的父母及先祖都是显要贵族，父親是巴里奧勳爵，母親是亨廷登伯爵大衛的外孫女，不但在苏格兰有大量封地，在英格兰及法国都有封土。
1290年，苏格兰女王挪威女孩玛格丽特去世，无后。苏格兰王位继承成了一个大问题。约翰·巴里奥血缘上是近一百五十年前去世的国王大卫一世的第五代外孙，于是成为王位继承的可能人选之一。

## 苏格兰国王
此后，苏格兰贵族邀请英格兰国王爱德华一世为仲裁，在几个可能候选人中甄选新君。最终巴里奥当选，于1292年11月30日圣安德鲁日在斯昆加冕。
但是爱德华一世因为吞并苏格兰的野心，用各种手段削弱巴里奥的权威，甚至羞辱这位新国王。苏格兰的权贵不堪忍受巴里奥的懦弱，计划对抗英格兰。1295年10月23日，苏格兰与法兰西王国在巴黎签署协议，共同对付英格兰，开始了历史上著名的长达两百多年的“老同盟”（Auld Alliance）。

## 退位
1296年，爱德华一世闻讯后对苏格兰实行报复，派大军入侵苏格兰，连续攻占苏格兰腹地要塞。7月8日，巴里奥签订文书，同意退位，并由人将苏格兰的国徽从他穿的长袍上撕去。
退位后的巴里奥先被送到伦敦塔监禁了一段时间，但是1299年被准许前往法国的家族領地，条件是必须呆在教皇领地受到教皇卜尼法斯八世的监管。到达法国后，他基本受到软禁，在蒂卢瓦弗洛里维尔直到1314年去世。

## 影响
巴里奥退位后的几年，正是苏格兰王国和民族最危难的时刻，面临着被英格兰彻底征服的危险。因为巴里奥可以说是被逼退位，民族英雄威廉·华莱士等人起兵反抗英军时，都是打着“国王约翰”的名义。苏格兰王位的空缺持续了10年，直到1306年反抗运动领袖罗伯特·布鲁斯被接受为新国王。
另一方面，巴里奥本人似乎从来没有做过任何意图支援或者声援苏格兰反抗运动的事。

## 巴里奥王朝
巴里奥死后近20年，他的儿子爱德华·巴里奥得到英格兰国王爱德华三世的支持，重回苏格兰，自称巴里奥一族才是苏格兰真正的王室，并曾短期称苏格兰国王。不过他的政权几乎没有获得苏格兰人支持，完全成为英格兰的傀儡。
爱德华·巴里奥并不成功的尝试，非但没有复兴巴里奥氏在苏格兰的影响，反而让后代苏格兰统治者开始敌视约翰·巴里奥的短暂王权。
斯图亚特王朝的第二代君主罗伯特三世本来名叫约翰，但是他继位时却避而不用约翰的王号，避免间接认可约翰·巴里奥一族的统治权。
巴里奥王朝也成为苏格兰王国800多年历史上寿命最短的一代，仅维持了三年零七个多月。
| 约翰·巴里奥 巴里奧王朝出生于：約1249年逝世於：1314年11月25日 | 约翰·巴里奥 巴里奧王朝出生于：約1249年逝世於：1314年11月25日 | 约翰·巴里奥 巴里奧王朝出生于：約1249年逝世於：1314年11月25日 |
| 統治者頭銜                                                   | 統治者頭銜                                                   | 統治者頭銜                                                   |
| ------------------------------------------------------------ | ------------------------------------------------------------ | ------------------------------------------------------------ |
| 空缺上一位持有相同頭銜者：挪威女孩玛格丽特 （有争议）        | 蘇格蘭國王 1292年-1296年                                     | 空缺下一位持有相同頭銜者：罗伯特一世                         |